# Сирак Скитник
Сирак Скитник е артистичният псевдоним на българския писател и художник Панайот Тодоров Христов.

## Биография
Роден е на 22 октомври 1883 г. в Сливен. Завършва Богословското училище в София (1902). Учител в прогимназията в с. Върбец, в Сливен и другаде (1903 – 1904). През 1908 г. заминава за Петербург, където учи живопис в частното училище на Леон Бакст (състудент на Марк Шагал и Василий Кандински).
Член е на групата „Мир искусства“, която в края на 19 век и началото на 20 век се оформя като център на руския художествен авангард. Запознава се с модерните течения в европейското изкуство, изпитва влияние от Петербургската декоративна школа (Николай Рьорих, Иван Билибин, Кузма Петров-Водкин); изпраща литературно-художествени писма до сп. „Демократически преглед“. През 1912 г. се завръща в България, участва в Балканската война. През 1913 – 1917 г. учителства в Асеновград.
Съредактор е на сп. „Златорог“ от 1922 г. Драматург и артистичен секретар на Народния театър в София (1923 – 1924), където поставя пиесата на Морис Метерлинк „Мона Вана“ и изработва проектите на декори към нея през 1923 г. Библиотекар е в Министерството на просвещението през 1924 – 1925 г. Председател (1927) на дружество „Родно изкуство“, пръв председател (1931) на Съюза на дружествата на художниците (дн. СБХ).
На 25 януари 1935 г. Цар Борис III издава указ, с който се одържавява Радио „София“. На 18 юни същата година Сирак Скитник пръв поема поста главен ръководител на радиото и остава на него до смъртта си. Умира в София на 5 март 1943 г.

## Творчество
Сирак Скитник се утвърждава като една от най-ярките фигури в междувоенното българско изкуство. С ерудиция и темперамент работи за приобщаване на българската култура към модерните европейски явления. Започва творческия си път като поет и автор на импресивно-лиричната проза. Дебютира през 1905 г. със стихове в сп. „Художник“. Сътрудничи с поетични творби на списанията „Наш живот“, „Демократически преглед“, „Наблюдател“, „Слънце“, „Българан“.
Поезията на Сирак Скитник, в която преобладава интимно-изповедният тон, не принадлежи към най-ярките явления на българския символизъм, но живописно-колоритната яркост на природните картини в нея ѝ придава специфичен индивидуален облик. Музикалността на стиха е пренебрегната за сметка на декоративната експресивност на образите.
Като живописец, художник и театрален критик Сирак Скитник сътрудничи активно на списанията „Българска реч“, „Съвременник“, „Везни“, „Хиперион“, „Златорог“, „Художествена култура“ и др. Естетически и творчески се противопоставя на миметичния принцип в изкуството и в разбирането си за модерен стил се ориентира към експресионизма (статиите „Старо и ново изкуство“ – 1919 г.; „Тайната на примитива“ – 1923 г.).

## Памет
На Сирак Скитник е наречена улица в квартал „Гео Милев“ в София (Карта).

## Съчинения
- Изповеди. Кн. 1. Стихове. 1910 г.
- Избрани статии (1920 – 1942), 1981 г.